# Перетрухин, Василий Зиновьевич
Васи́лий Зино́вьевич Перетру́хин (15 января 1916, Аннин Верх, Самарская губерния — 19 февраля 1945, Восточная Пруссия) — командир батальона 671-го стрелкового Краснознамённого полка 221-й стрелковой Мариупольской Краснознамённой ордена Суворова дивизии 94-го стрелкового корпуса 39-й армии 3-го Белорусского фронта, майор, Герой Советского Союза.

## Биография
Родился 15 января 1916 года в селе Аннин Верх (ныне — в Перелюбском районе Саратовской области) в семье крестьянина. Русский. Окончил начальную школу. Работал трактористом в колхозе. Проходил действительную срочную службу в Красной Армии в 1937—1940 годах.
На фронтах Великой Отечественной войны с 1941 года.
В январе 1945 года советские войска вышли к заливу Фришес-Хафф западнее Кёнигсберга и лишили гарнизон города сухопутных связей с портом Пиллау. Гитлеровское командование в спешном порядке перебросило сюда свежие подкрепления из Гдыни и из состава прижатой к морю Курляндской группировки. Батальон майора Перетрухина вместе с другими подразделениями закрепился на высотах у села Крагау, готовясь к отражению атаки.
19 февраля 1945 года после мощной артиллерийской подготовки с участием кораблей, стоявших на рейде Пиллау, оперативная группа «Земланд» из района Фишхаузена нанесла сильный контрудар на Кёнигсберг. На позиции батальона Перетрухина гитлеровцы бросили более полка пехоты при поддержке танков. Под ударами наших артиллеристов и миномётчиков с закрытых огневых позиций гитлеровцы несли потери, но продолжали продвигаться вперёд. Подпустив гитлеровцев на расстояние 150—200 метров, Перетрухин в упор ударил из всех огневых средств одновременно. Огнём противотанковой артиллерии было подбито несколько танков, остальные укрылись в лощине. Первая атака фашистов была отражена.
Потерпев неудачу, гитлеровское командование усилило наступавшую группировку танками и самоходными орудиями и нанесло главный удар в направлении высоты 51,5, господствовавшей над окружающей местностью. Превосходящим силам противника удалось ворваться в расположение одной из рот. В этот критический момент Перетрухин вместе с небольшой группой бойцов выскочил из окопа и, бросив ручную гранату в наседавших гитлеровцев, открыл огонь из автомата. Фашисты вынуждены были отступить. Батальон майора Перетрухина удержал занимаемые позиции, уничтожив один танк, две самоходки и 670 солдат и офицеров противника, 30 из которых убил лично Перетрухин. В этом бою, у села Крагау, В. З. Петрухин погиб.
Похоронен в братской могиле в посёлке Русское, в Зеленоградском районе Калининградской области.
Указом Президиума Верховного Совета СССР от 19 апреля 1945 года за умелое руководство батальоном при отражении контрудара противника на Земландском полуострове и личную храбрость в бою майору Перетрухину Василию Зиновьевичу присвоено звание Героя Советского Союза с вручением ордена Ленина и медали «Золотая Звезда».

### Семья
Жена — Мария Андреевна Перетрухина.

## Память
- Именем В. З. Перетрухина названа улица в селе Грачев Куст Перелюбского района Саратовской области.
- В средней школе села открыт музей, посвящённый Герою.